# Baile del Venado
El Baile del Venado es una escenificación drama-danza de finales del siglo XVI, introducido por los frailes dominicos tras la Conquista de Guatemala. Este baile fue un medio didáctico que utilizaron los religiosos para que los indígenas celebraran a la Virgen de la Concepción.

## Argumento

### Los monteros alaban a la Virgen de Concepción
Seis monteros alaban a la Virgen María y le agradecen por su Inmaculada Concepción; de dos en dos van cantando alabanzas a la Concepción, y se van retirando en parejas luego de concluir sus respectivas alabanzas, mientras el resto interpreta una melodía.

### Los monteros salen en busca del venado
Cuando concluyen con sus alabanzas, deciden partir en busca de un venado, al que van a cazar con la ayuda de los flechas y de dos cachorros que llevaran; tras relatar en voz alta sus planes, parten en busca del venado.  Pero no todos parten. Uno de los monteros es de edad ya avanzada y se queda quejándose de sus achaques en las piernas diciendo que sí va a ir tras el venado, mientras sale su esposa, alabando la fiesta de la Concepción con un chichiguite lleno de comida, saludando a varios santos y a las mujeres que pasan.  Cuando el montero anciaro mete la mano en el chichiguite para sacar comida, la mujer monta en cólera y le reclama que aunque está achacoso, no ha perdido el hambre.
Pero después del enojo, la mujer y el montero ya anciano se sientan a comer y a beber licor que llevaba ella, y ya en la celebración se ponen de acuerdo para que no los vean los guardias, para que no los lleven a prisión por estar bebiendo licor clandestino.

### Pidiendo ayuda al Viejo para atrapar al Venado
Huyendo de los cachorros de los monteros, el venado habla en español y pide disculpas a la Virgen de la Concepción, pues sabe que es la ofrenda para celebrar a la Virgen María, y se considera muy poca cosa. Por su parte, los dos cachorros que llevaban los monteros para cazar al venado también hablan, y se quejan de los maltratos que reciben de sus propietarios y suplican a la Concepción por su ayuda.
Los capitanes españoles hablan sobre la celebración de Concepción y como los cachorros no han podido cazar al venado, deciden ir a visitar a un Viejo indígena que vive en las montañas y que tiene unos perros bien entrenados que podrían servir para enseñarles nuevos trucos a los cachorros, además de que es experto en colocar trampas para venados.  Al llegar a la casa del Viejo, la esposa de éste le reclama a los españoles el por qué de su arribo sin anunciarse y con gran alboroto, a lo que los españoles le responden que necesitan que les haga una trampa y les piden la bendición, la que al fin les da, pues es sordo y no entiende lo que le estaban pidiendo.

### Captura del venado
El Viejo captura al venado, que pide su captor que le permita despedirse de los montes donde vivía y se divertía, pero también está agradecido con la Providencia, pues ha de servir para celebrar la Concepción de María; uno de los capitanes españoles da las gracias al Viejo y pide una corona para la Virgen de Concepción y una mitra para el cura de la parroquia por su buena labor.
El Venado se despide de la concurrencia pidiendo disculpas de las faltas de los actores y pidiendo salud y prosperidad para los presentes.